# Giro d'Italia di handbike
Il Giro d'Italia di Handbike o Giro Handbike è una gara paraciclistica a tappe nata nel 2009 riservata ad atleti paralimpici che corrono con l'handbike.
La manifestazione, ideata e organizzata da Andrea Leoni,  è una gara ufficiale non professionistica patrocinata dal CONI, dal Comitato Italiano Paralimpico, dalla Federazione Ciclistica Italiana e riconosciuta dall'Unione Ciclistica Internazionale.
È l'omologo paralimpico del Giro d'Italia, di cui condivide iconografia, maglie e grafica per segnarne la continuità con esso. È la più importante corsa a tappe di questo sport in Italia
La gara è aperta a concorrenti di entrambi i sessi, che a seconda dell'handicap possono anche correre insieme, con classifica però stabilita oltre che per genere e per piazzamento anche per punteggi ottenuti in base al tipo di disabilità. Vi sono anche categorie giovanili under 16 e under 14.
Le partenze delle varie tappe possono essere scaglionate in base alle diverse disabilità a secondo della lunghezza e caratteristiche del percorso.
Il giro si svolge in un periodo che va da primavera all'autunno con una pausa estiva.